# Возложение рук
Возложение рук  — древний библейский обряд, употреблявшийся при благословении младших лиц старшими, детей родителями: и т. д. Так, когда Иаков давал благословение своим внукам, сыновьям Иосифа, то возлагал на них свои руки (Быт. 48:15). Вместе с тем возложение рук служило символом передачи власти или известного полномочия от одного лица другому. Так, через возложение рук левитами и священниками предоставлялось право совершать священнослужение (Чис. 8:10). Обряд этот сохранил своё значение и в Новом Завете, получив с течением времени формальный характер рукоположения, то есть возведения в священную должность, с чем связывалось низведение на рукополагаемого даров Духа Святого (Деян. 8:17; Деян. 13:3).
В более древние времена при принесении в жертву какого-нибудь животного жертвователь возлагал на него свои руки в знак того, что на животное как бы переносились искупляемые жертвою грехи (Лев. 1:4).
Наконец, через возложение рук совершалось исцеление больных (Деян. 28:8). Обряд возложения рук в несколько видоизмененной форме сохранился в христианской церкви и доселе. В смысле посвящения в должность он существует в таинстве священства, вследствие чего и самое действие посвящения в священно-церковные должности называется «рукоположением» — хиротонией и хиротесией.
В XX веке практика возложения рук получила широкое распространение в пятидесятническом движении. Возложение рук пятидесятники используют во время «служений исцеления» и во время молитвы о крещении Духом Святым. В США подобная практика стала широко известной светской публике с 1950-х годов, благодаря телевизионным служениям Орал Робертса.